# Gabriel Gasic
Gabriel Gašić Livačić (Punta Arenas, 1912 - 1 de noviembre de 2003) fue un  médico e investigador chileno, académico de la Facultad de Medicina de la Universidad de Chile y de la Universidad de Pensilvania en EE. UU.
Gašić Livačić es hijo de croatas.

## Biografía
Nació en Punta Arenas en 1912. Estudió medicina en la Universidad de Chile. Siendo aún estudiante, se incorpora en 1938 como ayudante ad honorem a la cátedra de Parasitología, bajo la dirección de profesor doctor Juan Noé, transformándose en uno de sus más fieles colaboradores en la lucha por erradicar la malaria que afectaba al norte de Chile.
Una vez titulado de médico, se dedicó tiempo completo a la investigación clínica en hematología y al trabajo en el laboratorio de parasitología, estudiando con predilección la enfermedad de Chagas. Entre sus primeras publicaciones destaca el "Primer caso agudo de enfermedad de Chagas en Chile", donde logra observar al microscopio, por primera vez en el país y en la sangre del paciente, el agente causal de este mal, llamado Trypanosoma cruzi.
En 1944 viaja a Estados Unidos como becario de la Fundación Guggenheim. Al año siguiente, como fellow del Departamento de Genética del Instituto Carnegie de Washington, y en 1946 como research fellow del Instituto Rockefeller. La experiencia de estos tres años lo inclinan definitivamente por la investigación científica en cáncer, tema al que dedicará todas sus potencialidades con singular intensidad durante cuatro décadas.
De vuelta en Chile, en 1947, es nombrado profesor de Biología y Jefe de la Cátedra de Biología Médica de la Facultad de Medicina, puesto que ejerce por 13 años. En 1960 es designado director del Departamento de Oncología, cargo que ocupa hasta 1965, cuando se radica definitivamente en Estados Unidos, contratado por la Universidad de Pensilvania. Allí continuó sus estudios en materia de patología oncológica, alcanzando en 1968 la jerarquía de profesor titular de Patología y, posteriormente, la de profesor emérito.
Entre sus múltiples trabajos, destaca el llamado "Interacción de plaquetas y células tumorales en la rata", publicado en el International Journal of Cáncer en 1973, y que fue incluido en el Year Book of Cancer, en 1975. En 1989 se le otorgó el premio Paget-Ewing de la "Metastasis Research Society", que se entrega a los científicos que han realizado contribuciones destacadas en esta patología.
Fallece el 1 de noviembre de 2003. Desde 30 de noviembre de 2005 el Aula Magna de la Facultad de Medicina de la Universidad de Chile lleva su nombre.